# Tlapacoya

Karte Mexikos mit Fundstätten der 'Formativen Periode'

Tlapacoya ist ein archäologischer Fundort im Gebiet des Municipio Ixtapaluca in Zentralmexiko.

## Lage
Die archäologische Stätte von Tlapacoya liegt etwa 40 km in südöstlicher Richtung von der Metropole Mexiko-Stadt entfernt in einer Höhe von etwa 2300 m ü. d. M. Die nächstgelegene Stadt ist Ixtapaluca an der CF150, die von Mexiko-Stadt nach Puebla und weiter nach Veracruz führt.

## Geschichte

### Prähistorie
Beim Bau der Autobahn Mexiko-Puebla wurden im Jahr 1966 zu Füßen den ehemaligen Vulkans Tlapacoya im Gebiet des ehemaligen Chalco-Sees die bislang ältesten Spuren menschlicher Aktivitäten in Mesoamerika entdeckt. Die Artefakte, darunter Schaber und Obsidianspitzen, ließen sich mit Hilfe der C14-Messung und stratigraphischer Untersuchungen in die Zeit zwischen 22.000 und 20.000 v. Chr. datieren. Jedoch sind Ergebnisse und Methoden unter den Fachleuten immer noch heftig umstritten.
Besser gesichert ist die Datierung menschlicher Skelettreste auf ein Alter von 9730 ± 65 Jahren, womit die Stätte immer noch einen der frühesten Funde menschlicher Überreste nach der Buhl Woman aufweisen würde.

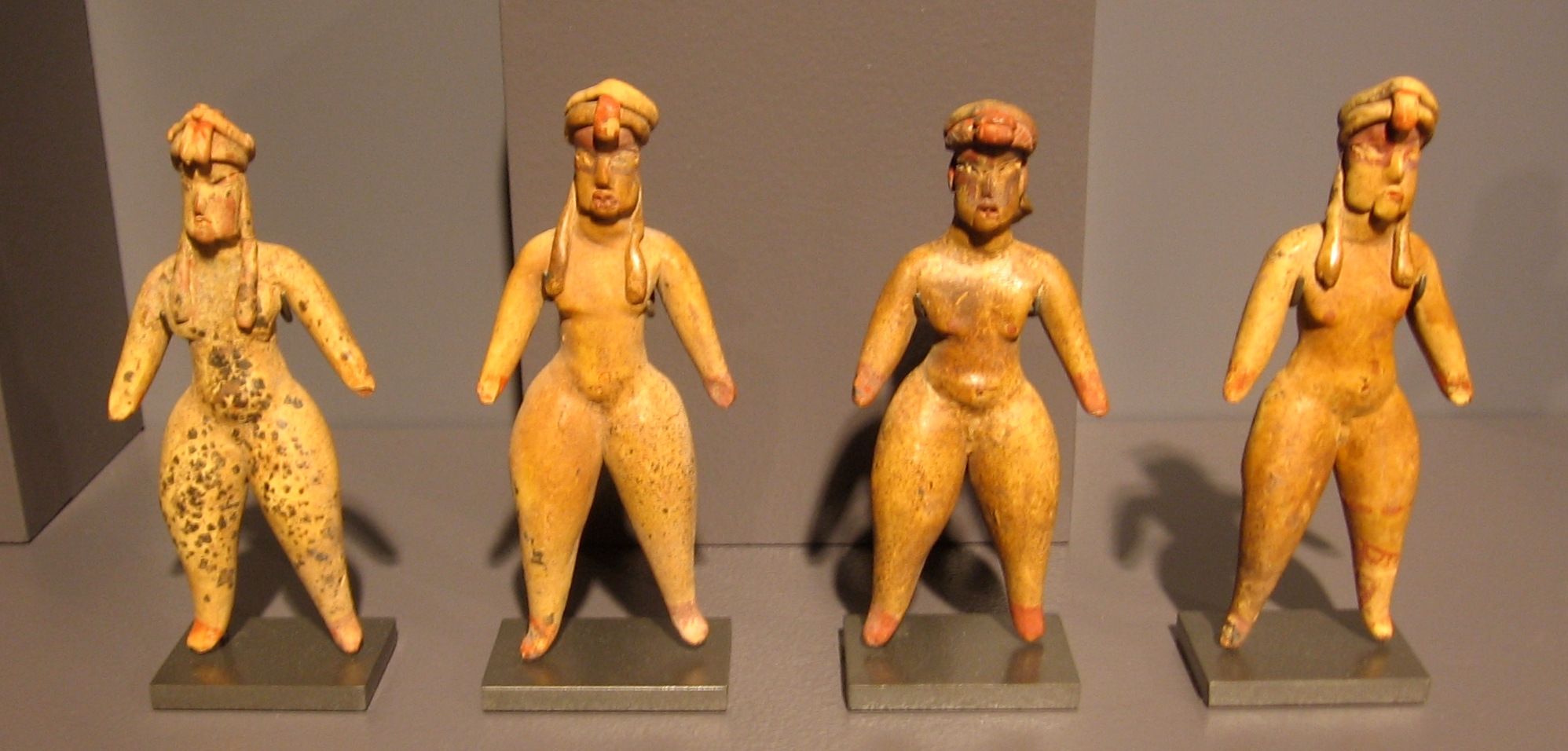
Vier weibliche Tonfigurinen (ca. 1500 v. Chr.)

### Formative Periode
Ebenso bedeutend sind Kleinfunde aus der Zeit um 1500–900 v. Chr.; darunter mehrere weibliche Tonfigurinen, die in ihrer Gesichts- und Körperbehandlung olmekische Einflüsse wahrscheinlich machen. Aus der Zeit um 1000 v. Chr. stammen einige Trinkgefäße bzw. 'Amphoren' (auch Dragon-Pots genannt), deren Bemalungen in Stil und Motivik nach Ansicht mehrerer Forscher ebenfalls olmekische Einflüsse verraten. Die Funde von Tlapacoya werden auch der sogenannten Tlatilco-Kultur zugerechnet.

## Archäologische Stätte
Von der archäologischen Stätte ist wenig erhalten; die wichtigsten Bauten entstammen der nachchristlichen Zeit und wurden in den Hang des ehemaligen Vulkans Tlapacoya hineingebaut.